# Tapio Laukkanen
Tapio Laukkanen (* 23. September 1969 in Lahti) ist ein finnischer Rallyefahrer.

## Karriere
Laukkanen startete bei der Rallye Finnland 1994 erstmals in einem Lauf der Rallye-Weltmeisterschaft. In einem Mitsubishi Galant VR-4 (Gruppe N) schied er dort nach einem Motorschaden aus. In der Saison 1995 wechselte er in ein Gruppe-A-Fahrzeug und erreichte bei der RAC Rally mit dem zwölften Gesamtrang das erste Mal eine Platzierung in einem Weltmeisterschaftslauf. In den nächsten vier Jahren startete er bei insgesamt zehn Weltmeisterschaftsläufen, ohne in die Punkteränge zu kommen. 2000 ging er bei drei Rallyes an den Start. Bei der Rallye Australien belegte er mit dem fünften Gesamtrang das erste und einzige Mal einen Platz in den Punkterängen. Bei den beiden anderen Rallyes des gleichen Jahres schied er aus. Bis zu seinem Karriereende im Jahr 2006 startete er noch bei vier weiteren Weltmeisterschaftsläufen, in denen er seine Erfolge allerdings nicht mehr steigern konnte.

## Erfolge
- 1996: Platz 1 Finnische Rallye-Meisterschaft
- 1999: Platz 1 Britische Rallye-Meisterschaft